# NGC 364
NGC 364 é uma galáxia lenticular (S0) localizada na direcção da constelação de Cetus. Possui uma declinação de -00° 48' 10" e uma ascensão recta de 1 horas, 04 minutos e 40,8 segundos.
A galáxia NGC 364 foi descoberta em 2 de Setembro de 1864 por Albert Marth.